# Lemma von Bramble-Hilbert
In der Mathematik, besonders in der numerischen Analysis, schätzt das Bramble-Hilbert-Lemma, benannt nach James H. Bramble und Stephen R. Hilbert, den Fehler bei Approximation einer Funktion {\displaystyle u} durch ein Polynom der maximalen Ordnung {\displaystyle m-1} mit Hilfe der Ableitungen {\displaystyle m}-ter Ordnung von {\displaystyle u} ab. Sowohl der Approximationsfehler als auch die Ableitungen von {\displaystyle u} werden durch {\displaystyle L^{p}}-Normen auf einem beschränkten Gebiet im {\displaystyle \mathbb {R} ^{n}} gemessen. In der klassischen numerischen Analysis entspricht dies einer Fehlerschranke mit Hilfe der zweiten Ableitungen von {\displaystyle u} bei linearer Interpolation von {\displaystyle u}. Jedoch gilt das Bramble-Hilbert-Lemma auch in höheren Dimensionen, und der Approximationsfehler und die Ableitungen von {\displaystyle u} können dabei durch allgemeinere Normen gemessen werden, nämlich nicht nur in der Maximumnorm, sondern auch in gemittelten {\displaystyle L^{p}}-Normen.
Zusätzliche Regularitätsannahmen an den Rand des Gebiets sind für das Lemma von Bramble-Hilbert erforderlich. Lipschitz-Stetigkeit des Randes ist hierfür ausreichend, insbesondere gilt das Lemma für konvexe Gebiete und {\displaystyle C^{1}}-Gebiete.
Die Hauptanwendung des Lemmas von Bramble-Hilbert ist der Nachweis von Fehlerschranken mit Hilfe der Ableitungen bis zur {\displaystyle m}-ten Ordnung für den Fehler bei Approximation durch einen Operator, der Polynome der Ordnung höchstens {\displaystyle m-1} erhält. Das ist ein wesentlicher Schritt beim Nachweis von Fehlerschätzungen für die Finite-Elemente-Methode. Das Lemma von Bramble-Hilbert wird dort auf dem Gebiet angewandt, das aus einem Element besteht.

## Formulierung
Es sei {\displaystyle \textstyle \Omega } ein beschränktes Gebiet im {\displaystyle \textstyle \mathbb {R} ^{n}} mit Lipschitz-Rand und Durchmesser {\displaystyle \textstyle d}. Weiter sei {\displaystyle m\in \mathbb {N} } beliebig und {\displaystyle k\in \{0,\ldots ,m\}}.
Auf dem Sobolew-Raum {\displaystyle W_{p}^{k}(\Omega )}, verwendet man die Halbnorm
{\displaystyle |u|_{W_{p}^{k}(\Omega )}:=\left(\sum \limits _{|\alpha |=k}\|D^{\alpha }u\|_{L^{p}(\Omega )}^{p}\right)^{\frac {1}{p}}.}
Das Lemma von Bramble-Hilbert besagt nun, dass zu jedem {\displaystyle u\in W_{p}^{m}(\Omega )} ein Polynom {\displaystyle v} existiert, dessen Grad höchstens {\displaystyle m-1} beträgt, so dass die Ungleichung
{\displaystyle |u-v|_{W_{p}^{k}(\Omega )}\leq Cd^{m-k}|u|_{W_{p}^{m}(\Omega )}}
mit einer Konstanten {\displaystyle C=C(m,\Omega )} erfüllt ist.